# Emmanuel Peughouia
 (août 2018).
Emmanuel Peughouia est un homme d'affaires et entrepreneur camerounais actif dans le bâtiment.

## Biographie

### Enfance et débuts
Il est né à Bansoa à l'Ouest du Cameroun.

### Carrière

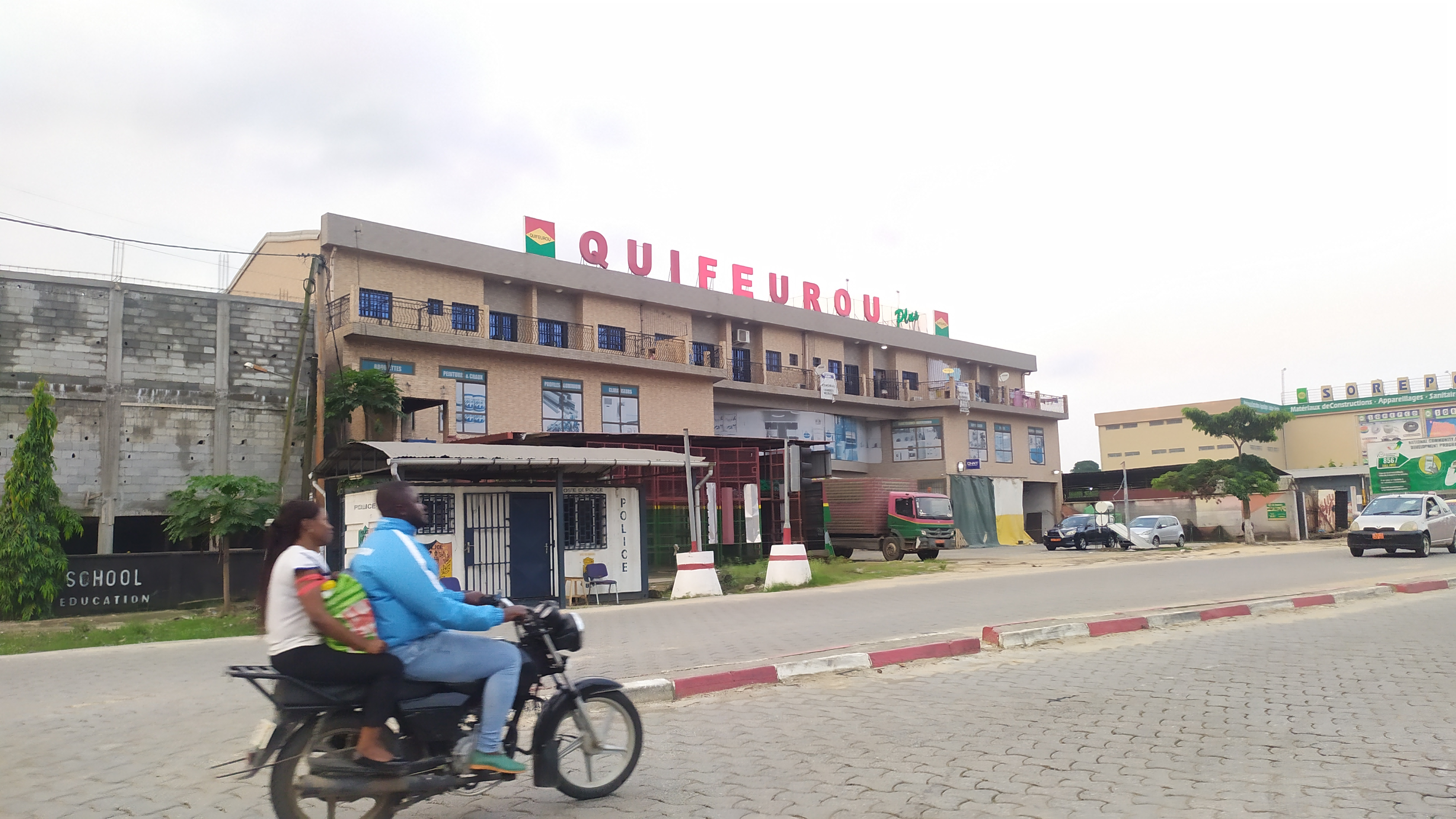
Une Agence du groupe Quifeurou à Douala Bonamoussadi.

Il démarre par une quincaillerie à Bafoussam.
Emmanuel Peughouia est le fondateur du groupe Quifeurou, une chaîne de quincaillerie présente dans les grandes villes du Cameroun et des pays voisins. Il crée et construit avec son partenaire turc une cimenterie au Cameroun et en Centrafrique.